# Caserne Ruty
Pour les articles homonymes, voir Ruty.
La caserne Ruty est un ensemble de bâtiments à vocation militaire situé à Besançon dans le département du Doubs.

## Histoire
Une première caserne, dénommée la caserne Saint-Paul fut construite au XVIIe siècle sur une partie de l'emplacement de l'ancienne Abbaye Saint-Paul (fondée en 630 par Saint Donat). Cette caserne sera détruite au XIXe siècle.
La caserne actuelle fut aménagée au XVIIIe siècle et au début du XIXe siècle.
La caserne doit son nom à Charles-Étienne-François Ruty (caserne Ruty), un général né à Besançon en 1774 et mort en 1828.
Les façades et les toitures des bâtiments font l’objet d’une inscription au titre des monuments historiques depuis le 16 septembre 1964.

## Architecture
La caserne est composée de quatre bâtiments indépendants entourant la cour ou place d'armes.

## Garnison
Le Quartier Ruty abrite principalement l'État-Major de la 1re Division (EM 1re DIV) et l'état-major de la 7e Brigade Blindée (7 BB).
Mais également le Centre des Télécommunications Et de l'Informatique de 2e échelon (CTEI 2) faisant partie du 40e Régiment de Transmissions (40e RT), le Centre d'Information et de Recrutement des Forces Armées (CIRFA) de Besançon et quelques services annexes des armées (aumônerie militaire, IGESA...).